# Erste Internationale Kunstausstellung Wien 1882

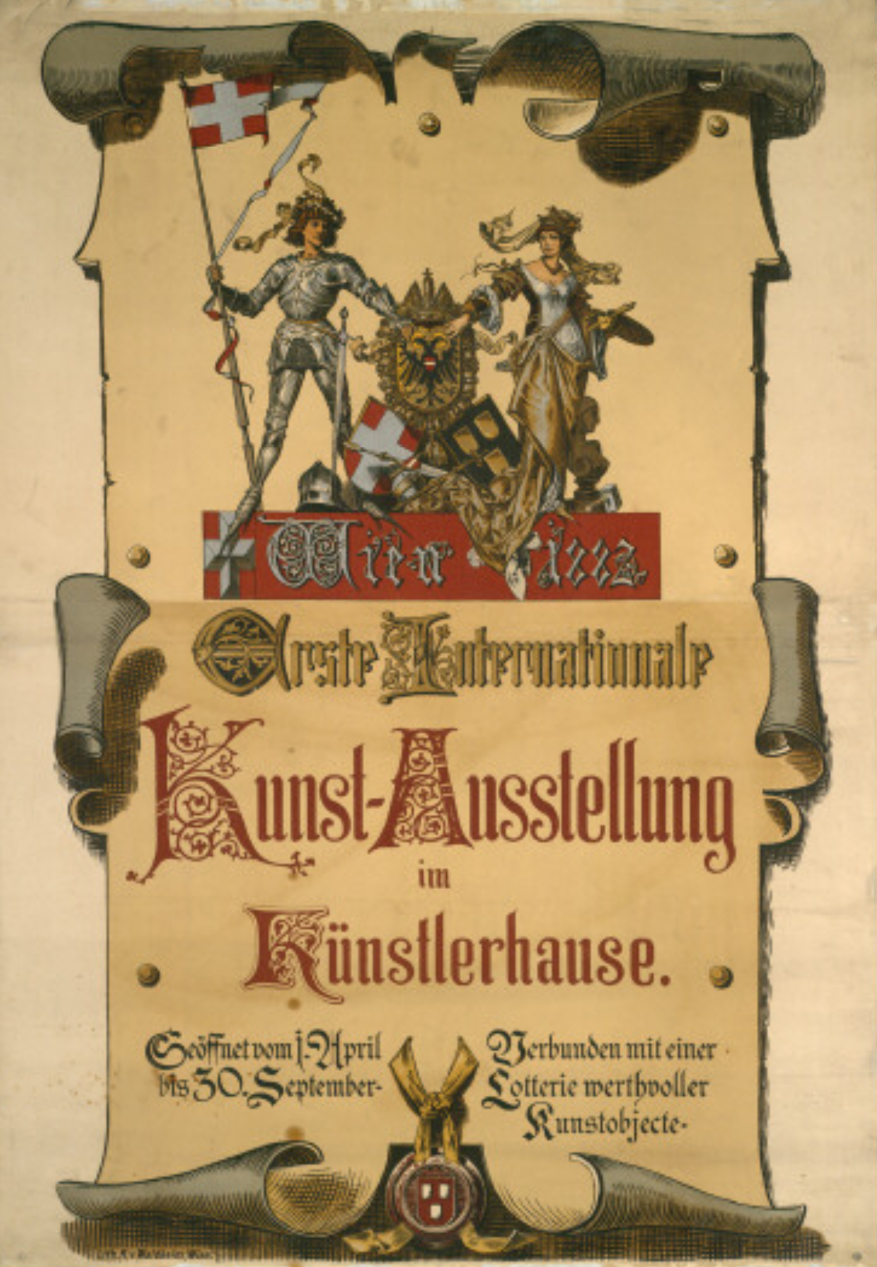
Offizielles Plakat zur Ausstellung

Die Erste Internationale Kunstausstellung im Künstlerhause wurde vom 1. April bis zum 30. September 1882 als Sonderausstellung zur dauernd installierten Kunstausstellung im Wiener Künstlerhaus veranstaltet. Sie war die erste bedeutende österreichische Kunstschau, zu der sich internationale Künstler mit ihren Werken in Wien einfanden.

## Vorgeschichte
Es wurde bereits 1869 eine Kunstschau in Wien ausgerichtet, die eher einen deutschen Charakter hatte, sowie eine weitere im Jahr 1873 im Rahmen der Wiener Weltausstellung. Diese wurden jedoch in der Öffentlichkeit kaum wahrgenommen. Hatten andere europäische Großstädte mit ihren damals schicken „Salons“ bereits seit Jahren fest installierte Kunstschauen anzubieten, hinkte Wien kulturpolitisch weit hinterher. Dem zähen Willen und Einfluss zweier Herren, dem Grafen Edmund Zichy und Fürst Richard Metternich, ist zu verdanken, dass es 1882 in Wien zu einer Kunstschau in dieser Größenordnung kommen konnte, und dieses war ein Markstein für die Förderung der österreichischen bildenden Künste. Ein Garantiefonds wurde aufgelegt und Zichy und Metternich mobilisierten Kunstfreunde, die Gelder vorstreckten. Die 1861 gegründete „Künstlerhaus-Genossenschaft“ (heute: „Gesellschaft bildender Künstler Österreichs“) und älteste Vereinigung Wiener Maler, Bildhauer und Architekten, beteiligte sich intensiv an den Vorbereitungen und ließ das Künstlerhaus um zwei Seitenflügel baulich erweitern, um Raum für die geplante Dimension der Ausstellung zu schaffen. Auch Staat und die Stadt Wien unterstützten den Gedanken einer internationalen Kunstausstellung durch Propaganda, die für ein positives Grundklima sorgte.

## Ausstellungsprofil

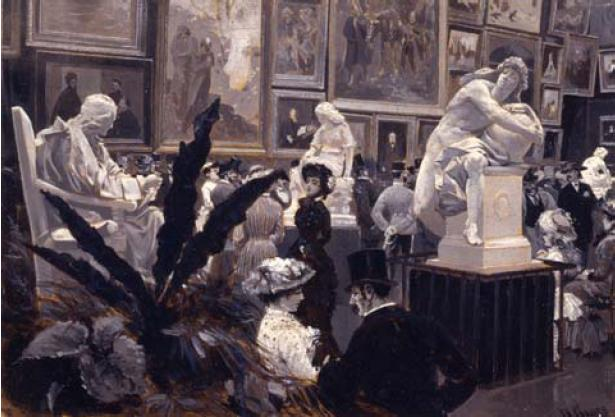
Auf der Internationalen Kunstausstellung Wien 1882, Wilhelm Gause, 1882

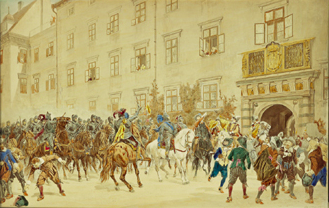
Einzug der Dampierre’schen Reiter in die Wiener Hofburg, Siegmund L’Allemand

Es kam zu einer reichen Beteiligung ausländischer Künstler, die den Organisatoren in ihren Bestrebungen Recht gaben. Das Repertoire dieser Schau zeigte im Wesentlichen Ölgemälde, Stiche, Aquarelle und Plastiken hauptsächlich aus der zeitgenössischen Kunst des Realismus, aber auch alten Meisterwerken der Romantik wurde Raum geboten. Üblich für historische Kunstausstellungen war auch die Möglichkeit, ausgestellte Kunstwerke käuflich zu erwerben.
Die österreichische Abteilung zeigte Heinrich von Angelis „Fürstin Montenuovo“, Hans Makarts „Zichy“ und „Porträt der Bianca Freiin von Teschenberg“, Hans Canon, Siegmund L’Allemands „Einzug der Dampierre’schen Reiter in die Wiener Hofburg“ und Alois Schönns „Italienische Weinlese“. 
Die wichtigsten Gemälde der französischen Meisterwerke waren Francois Flamengs „Das letzte Gastmahl der Girondisten“ und G. Bertrands „Patrie“, Paul Baudrys „Glorification des Lois“, William Adolphe Bougereaus farbenfrohe Komposition „Aphrodite“, Edouard Dantans „Das Frühstück des Modells“, weiters Werke von Alphée Dubois, Léon Bonnats „Hiob“ und Jean Beraud. 
Die nennenswertesten ausgestellten deutschen Künstler waren Ludwig Knaus, „In der Kirche“ von Wilhelm Leibl, „Abfahrt des Kaisers Wilhelm von Berlin“ von Adolph Menzel, „Ankunft auf dem Tanzboden“ von Franz Defregger, „Die Tanzpause“ von Roberto Prádez y Gautier, „Ertappte Wilderer“ von Hugo Kauffmann. Der größte Aufreger war wohl „Seni an der Leiche Wallensteins“ von Piloty. Nennenswert ist noch die „Jungfrau von Orleans auf dem Scheiterhaufen“ von Gabriel Mar.
Die Spanier schockierten mit „Johanna die Wahnsinnige, den Sarg Philipps des Schönen begleitend“ von Franzisco Pradilla und mit dem blutrünstigen Gemälde „König Nameiro von Navarra, der seinen ausländischen Adeligen zeigt, wie er Ungehorsam zu bestrafen gewohnt ist“ von Gines Casado. Ebenso vertreten waren Belgien, Schweden, Norwegen, Italien, Holland und Dänemark.

## Ergebnis

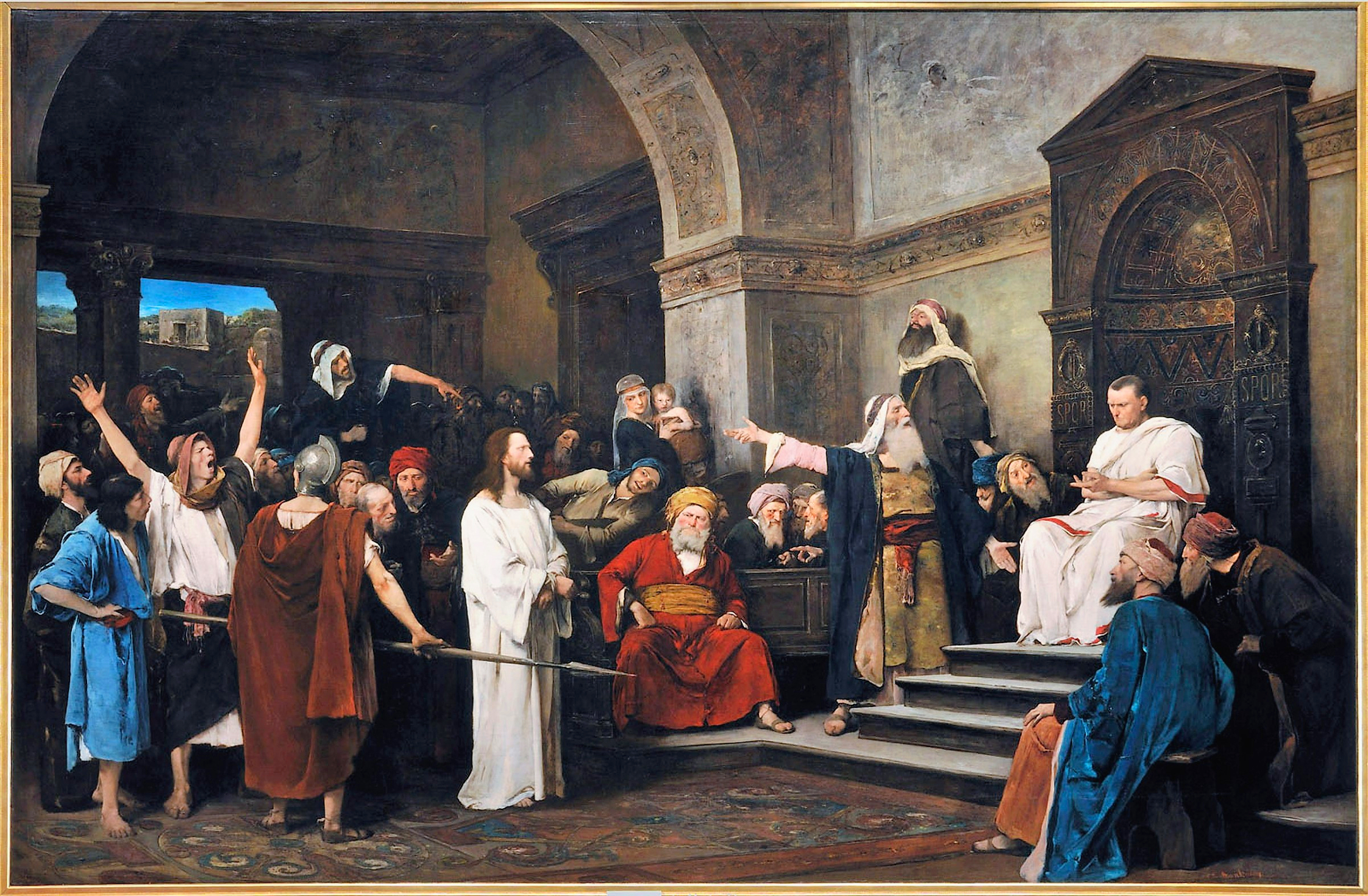
Munkácsys 1881 entstandenes „Christus vor Pilatus“

Noch während der Vorbereitungsarbeiten galt dieses Unternehmen als waghalsig. Hatte österreichische Kunst im Ausland auch noch so einen hohen Stellenwert, wurde aus österreichischer Perspektive speziell die französische und die deutsche Kunst als eine übermächtige Konkurrenz eingestuft. Schon wenige Tage nach Eröffnung war klar, diese Schau konnte sich keinem internationalen Vergleich stellen, jedoch der verfolgte Zweck der Ausstellung sollte erreicht werden. Die ausgewählten Exponate der österreichischen Künstler wurden in den historischen Medien sehr verschieden bewertet, Wien stand aber während der Ausstellung im Mittelpunkt des europäischen Kunstinteresses und die Ausstellung konnte etwa 248.000 Besucher aus dem In- und Ausland anlocken. Bemerkenswert ist der österreichische Kunstmäzen Charles Sedelmeyer, der sich für die Interessen österreichischer Künstler im Ausland einsetzte. Er stellte an 45 Tagen Mihály Munkácsys Kolossalgemälde „Christus vor Pilatus“ vor, welches er selber in Auftrag gegeben hat und weckte damit das Interesse von stolzen 50.000 Besuchern.
Insgesamt wurde diese Unternehmung als eine gelungene Mutprobe bewertet, verhalf sie doch der Förderung österreichischer Malerei aus einem Dornröschenschlaf und war gleichzeitig der Beginn einer Erfolgsgeschichte im österreichischen Kunstausstellungswesen.

## Ehrungen
Das k. k. Unterrichts-Ministerium widmete für die hervorragendsten Werke der Ausstellung dreißig goldene Staats-Medaillen. Diese wurden von der Jury der Ausstellung den nachbenannten Künstlern zuerkannt:
- Belgien: Henri de Braekeleer, Louis Gallait, Jan Verhas, Maler
- Dänemark: Thorvald Niss, Maler
- Deutschland: Reinhold Begas, Bildhauer; Franz Defregger, Maler; Robert Diez, Bildhauer; Eduard von Gebhardt, Peter Janssen, Ludwig Knaus, Franz von Lenbach, Maler
- England: Josef E. Böhm, Bildhauer
- Frankreich: Paul Jacques Baudry, William Adolf Bouguereau, Maler; Louis Clement in Bruyerre, Architekt; Jules Clement Chaplain (1839–1909), Medailleur; Paul Dubois (1829–1905), Bildhauer; Henri Harpignies, Maler; Adolphe Joseph Huot (1839–1883), Kupferstecher; Jean Antoine Marie Idrac (1849–1884), Bildhauer
- Holland: Johann A. B. Stroebel, Maler
- Italien: Emilio Marsili (1841–1926), Bildhauer
- Österreich – Ungarn: Hans Makart, Michael von Munkácsy, Maler; Josef Tautenhayn, Medailleur; Otto von Thoren, Maler; Victor Tilgner, Bildhauer
- Schweden – Norwegen: Carl Gustav Hellquist, Maler
- Spanien: José Casado del Alisal (1830–1886), Francisco Pradilla, Maler